# 華盛頓點 (佛羅里達州)
華盛頓點（英語：Point Washington）是位於美國佛羅里達州沃爾頓縣的一個非建制地區。該地的面積和人口皆未知。

## 地理
華盛頓點的座標為30°22′13″N 86°06′54″W / 30.37028°N 86.11500°W，而該地的平均海拔高度為3米（即10英尺）。